# 젠투펭귄속
젠투펭귄속(학명: Pygoscelis)은 펭귄목 펭귄과에 속하는 반수생 조류의 한 갈래이다. 영미권에서는 세 종류를 통틀어 붓꼬리펭귄(Brush-tailed penguin)이라고 일컫는다.

## 하위 분류
- 젠투펭귄 (P. papua)
- 아델리펭귄 (P. adeliae)
- 턱끈펭귄 (P. antarctica)